# Ramphocelus melanogaster
A Ramphocelus melanogaster  a madarak osztályának verébalakúak (Passeriformes) rendjébe és a tangarafélék (Thraupidae) családjába tartozó faj.

## Rendszerezése
A fajt William John Swainson angol ornitológus írta le 1838-ban, a Rhamphopis nembe Rhamphopis melanogaster néven.

## Alfajai
- Ramphocelus melanogaster melanogaster (Swainson, 1838)
- Ramphocelus melanogaster transitus J. T. Zimmer, 1929[2]

## Előfordulása
Dél-Amerikában, az Andok keleti részén, Peru területén honos. Természetes élőhelyei a szubtrópusi és trópusi síkvidéki esőerdők és cserjések, valamint másodlagos erdők és vidéki kertek. Állandó, nem vonuló faj.

## Megjelenése
Testhossza 17 centiméter.

## Természetvédelmi helyzete
Az elterjedési területe nagyon nagy, egyedszáma pedig stabil. A Természetvédelmi Világszövetség Vörös listáján nem fenyegetett fajként szerepel.